# Alfred Finot
Alfred Finot, nacido el año 1876 en Nancy y fallecido el 1947 en Froville, fue un escultor y decorador de la escuela de Nancy.

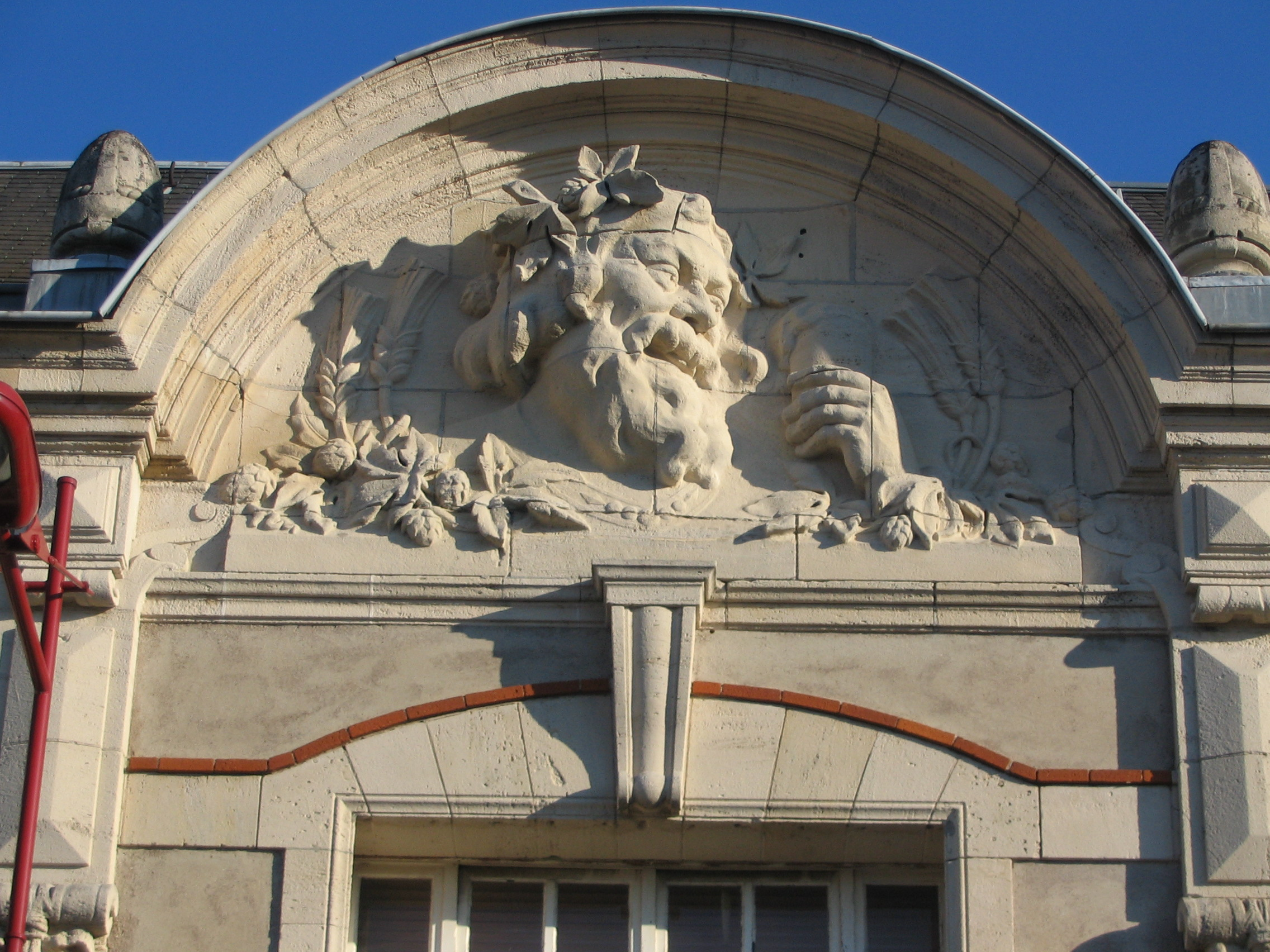
Gambrinus (1913), bajorrelieve sobre el frontón de la Brasserie de Champigneulles

## Datos biográficos
Entre 1889 y 1894, Alfred Finot siguió una formación artística en la Escuela de Bellas Artes de Nancy. Fue alumno de escultura de Ernest Bussière. A partir de 1895, ingresó en el taller del escultor Louis-Ernest Barrias en la escuela de Bellas Artes de París.
En 1897, expuso en el Salón de los Artistas Franceses.
Desde su fundación en 1901, fue miembro del comité director de la Escuela de Nancy.

## Obras
Como retratista, Alfred Finot realizó numerosos bustos de personalidades locales. Es el autor de muchas composiciones monumentales como el Arte y la Industria y el Trabajo y la Ciencia, encargos de Eugène Corbin para los Magasins réunis.
- Monumento del pintor Charles Sellier (1901-1903), parque de la Pépinière de Nancy[2]
- Tumbas de las familias Adam (1900), Corbin (1901), Schertzer (1910), Gillet-Lafond (1925) en el cementerio de Préville en Nancy.[2]
- Medallones y frontón de los Grandes burós de la Brasserie de Champigneulles (1913).

Alfred Finot no fue vidriero, aunque algunas de sus esculturas sirvieron de modelo para ser editadas en vidrio Daum por Almaric Walter.